# UPB-MyTeam FC
El UPB-MyTeam FC fue un equipo de fútbol de Malasia que jugó en la Superliga de Malasia, la primera división de fútbol del país.

## Historia
Fue fundado en el 2006 en la ciudad de Petaling Haya luego de la fusión del UPB FC y MyTeam, este último un equipo de fútbol compuesto por futbolistas malayos de categoría aficionada creado en un reality show malayo antes de iniciar la temporada 2006/07.
En su primera temporada en la liga terminó subcampeón en la Liga Premier de Malasia y logró el ascenso a la Superliga de Malasia para la temporada 2007/08, temporada en la cual terminaron en el lugar 11 entre 13 equipos; pero al finalizar la temporada en club entró en un periodo de recesión económica que lo forzó a desaparecer al finalizar la temporada 2008/09.

## Jugadores

### Jugadores destacados
| - Dejan Miljanovic - Matej Bogdanovic - Marin Mikac - Miljan Radovic - Mohd Nizaruddin Yusof | - Yosri Dermaraju - Mohd Fairuz Mohd Noor - Syed Mohd Abdul Ghafar Syed Amir - Mohd Sollahuddin Mohd Said | - Junaidi Daud - Mohd Fairus Alias - Khairul Izwan Jamaluddin - Martin Bek Nielsen |